# Everything's Magic
Singles de Angels & Airwaves
The War
(2006) Secret Crowds
(2008)
Pistes de I-Empire
Call to Arms
(1) Breathe
(3)
Everything's Magic est une chanson du groupe Angels & Airwaves qui apparaît sur l'album I-Empire. C'est le premier single de l'album sortie le 27 octobre 2007. 

## Liste des pistes
| Everything's Magic | Everything's Magic            | Everything's Magic | Everything's Magic | Everything's Magic | Everything's Magic | Everything's Magic | Everything's Magic | Everything's Magic | Everything's Magic |
| No                 | Titre                         | Auteur             | Durée              |                    |                    |                    |                    |                    |                    |
| ------------------ | ----------------------------- | ------------------ | ------------------ | ------------------ | ------------------ | ------------------ | ------------------ | ------------------ | ------------------ |
| 1.                 | Everything's Magic            | Angels & Airwaves  | 3:51               |                    |                    |                    |                    |                    |                    |
| 2.                 | Do It for Me Now (acoustique) | Angels & Airwaves  | 3:44               |                    |                    |                    |                    |                    |                    |
| 7:30               |                               |                    |                    |                    |                    |                    |                    |                    |                    |

## Apparitions de la chanson dans les médias
- La chanson apparait dans un épisode de la saison 5 de la série Les Frères Scott.
- La chanson apparait dans le film Le Merveilleux Magasin de Mr. Magorium sortie en 2007.
- La chanson apparait dans le film allemand Keinohrhasen sortie en 2007.
- La chanson apparait dans le jeu vidéo Guitar Hero 4: World Tour